# Đội tuyển bóng đá bãi biển quốc gia Đức
Đội tuyển bóng đá bãi biển quốc gia Đức đại diện Đức ở các giải thi đấu bóng đá bãi biển quốc tế và được điều hành bởi G.F.A, cơ quan quản lý bóng đá ở Đức.

## Thành tích thi đấu

### Vòng loại giải vô địch bóng đá bãi biển thế giới khu vực châu Âu
| Vòng loại giải vô địch bóng đá bãi biển thế giới Record | Vòng loại giải vô địch bóng đá bãi biển thế giới Record | Vòng loại giải vô địch bóng đá bãi biển thế giới Record | Vòng loại giải vô địch bóng đá bãi biển thế giới Record | Vòng loại giải vô địch bóng đá bãi biển thế giới Record | Vòng loại giải vô địch bóng đá bãi biển thế giới Record | Vòng loại giải vô địch bóng đá bãi biển thế giới Record | Vòng loại giải vô địch bóng đá bãi biển thế giới Record | Vòng loại giải vô địch bóng đá bãi biển thế giới Record | Vòng loại giải vô địch bóng đá bãi biển thế giới Record | Vòng loại giải vô địch bóng đá bãi biển thế giới Record |
| Năm                                                     | Vòng                                                    | St                                                      | W                                                       | WE                                                      | WP                                                      | B                                                       | BT                                                      | BB                                                      | HS                                                      | Đ                                                       |
| ------------------------------------------------------- | ------------------------------------------------------- | ------------------------------------------------------- | ------------------------------------------------------- | ------------------------------------------------------- | ------------------------------------------------------- | ------------------------------------------------------- | ------------------------------------------------------- | ------------------------------------------------------- | ------------------------------------------------------- | ------------------------------------------------------- |
| 2008                                                    | -                                                       | 4                                                       | 2                                                       | 0                                                       | 0                                                       | 2                                                       | 15                                                      | 14                                                      | +1                                                      | 6                                                       |
| 2009                                                    | -                                                       | 3                                                       | 1                                                       | 0                                                       | 0                                                       | 2                                                       | 14                                                      | 16                                                      | -2                                                      | 3                                                       |
| 2011                                                    | -                                                       | 2                                                       | 0                                                       | 0                                                       | 0                                                       | 2                                                       | 5                                                       | 11                                                      | -6                                                      | 0                                                       |
| 2013                                                    | -                                                       | 3                                                       | 1                                                       | 0                                                       | 0                                                       | 2                                                       | 4                                                       | 9                                                       | -5                                                      | 3                                                       |
| 2015                                                    | -                                                       | 8                                                       | 4                                                       | 0                                                       | 0                                                       | 4                                                       | 28                                                      | 21                                                      | +7                                                      | 12                                                      |
| 2017                                                    | -                                                       | 8                                                       | 2                                                       | 1                                                       | 0                                                       | 5                                                       | 27                                                      | 29                                                      | -2                                                      | 8                                                       |
| Tổng cộng                                               | 6/6                                                     | 28                                                      | 10                                                      | 1                                                       | 0                                                       | 17                                                      | 93                                                      | 100                                                     | -7                                                      | 32                                                      |

## Đội hình hiện tại
Chính xác tính đến April 2017
Ghi chú: Quốc kỳ chỉ đội tuyển quốc gia được xác định rõ trong điều lệ tư cách FIFA. Các cầu thủ có thể giữ hơn một quốc tịch ngoài FIFA.
| Số | VT | Quốc gia | Cầu thủ            |
| -- | -- | -------- | ------------------ |
| 1  | TM |          | Toni Müller        |
| 3  | HV |          | Anton Kniller      |
| 5  | HV |          | Tim Engelhardt     |
| 7  | TV |          | Christian Biermann |
| 9  | TV |          | Sascha Weirauch    |

| Số | VT | Quốc gia | Cầu thủ                    |
| -- | -- | -------- | -------------------------- |
| 11 | TĐ |          | Oliver Romrig (đội trưởng) |
| 12 | TM |          | Moritz Westkämper          |
| 13 | TĐ |          | Christoph Thürk            |
| 15 | TV |          | Tim Schmitt                |
| 17 | HV |          | Manuel Mönch               |
| 18 | TV |          | Valon Beqiri               |

Huấn luyện viên: Sebastian Ulrich

## Thành tích
- Giải vô địch bóng đá bãi biển châu Âu
  - Vô địch (1): 1998